# YOU (山下智久のアルバム)
『YOU 』（ユー）は、山下智久の4枚目のオリジナルアルバム。2014年10月8日にワーナーミュージック・ジャパンから発売。

## 概要
ミニアルバムとしては『遊』から約1ヶ月半、オリジナルアルバムとしては『A NUDE』から約1年1ヶ月ぶりとなる。
初回限定盤A、B、通常盤、山下智久SHOP限定盤の4種でのリリース。初回限定盤Aには山下本人が監督をつとめた「YOUR STEP」のPVと、本人出演のフジテレビ『大人のKISS英語』から同PVのメイキング映像を収録したDVDが、初回限定盤Bには同曲のロサンゼルスでのレコーディング風景を収録したDVDが付属する。通常盤と山下智久SHOP限定盤には、それぞれ「B-A-N-G」、「YOUR STEP(Japanese Version)」がボーナストラックとして収録されている。
本作でも前作に引き続き、ICEDOWN、Andy Platts(Mamas Gun)、石崎ひゅーい、STY(Digz, Inc. Group)、川谷絵音(indigo la End・ゲスの極み乙女。)、小出祐介(Base Ball Bear)、Jeff Miyahara、Jun. K(From 2PM)、ナオト・インティライミ、七尾旅人、banvox、一青窈、福原美穂、Micro of Def Tech、箭内道彦(風とロック)といった豪華アーティスト勢が参加している。また、オリジナルアルバムとしては初めてシングル曲を収録していない（「抱いてセニョリータ -2014 version-」は除く）。

## 収録曲

### CD

#### 通常盤・初回限定盤A/B
1. Theme of YOU（inst.）
作曲：banvox、編曲：未知瑠
2. Birthday Suit
作詞：小出祐介、作曲：HENRIK Nordenback・Christian Fast・Didrik Thott、編曲：HENRIK Nordenback
3. YOUR STEP
作詞：ナオト・インティライミ・Jeff Miyahara、作曲：Andy Platts・Christian Fleps・Anthony Galatis、編曲：Jeff Miyahara
  - 本作のリードトラック

後にベストアルバム「YAMA-P」にも収録された。
4. いっしょ。
作詞：一青窈、作曲：市川喜康・マシコタツロウ・ha-j、編曲：市川喜康・マシコタツロウ・ha-j
5. 今夜が革命前夜
作詞：箭内道彦、作曲：Mark Weinberg・Lil' Eddie・Jordan Fisher、編曲：鈴木Daichi秀行・Mark Weinberg・Lil' Eddie
6. ブローディア
作詞：山下智久・Kenn Kato、作曲：Jun. K(From 2PM)・Lel、編曲：Lel
7. ice cream
作詞：七尾旅人、作曲・編曲：Jerry Abbott・Andrew Jackson・Natalia Hajjara
8. Anthem
作詞：福原美穂・emilou、作曲：福原美穂・KEN for 2 SOUL、編曲：KEN for 2 SOUL
9. 君の瞳の中に見えた丸くて青い星
作詞・作曲：石崎ひゅーい、編曲：corin.
10. Love & Hug
作詞：Micro of Def Tech、作曲・編曲：Jeff Miyahara・Kuraaki Hori
11. 戻れないから
作詞・作曲：川谷絵音、編曲：鈴木Daichi秀行
12. 抱いてセニョリータ -2014 version-
作詞：zopp、作曲：渡辺未来・真崎修、編曲：akkin.・corin.
  - 1stシングルの再録バージョン

後にベストアルバムにも収録された。
13. B-A-N-G
作詞：STY、作曲：STY・Courtney Dwight、編曲：Blaqsmurph
通常盤のみ収録。

#### 山下智久SHOP限定盤
1. Theme of YOU
2. Birthday Suit
3. YOUR STEP
4. いっしょ。
5. 今夜が革命前夜
6. ブローディア
7. ice cream
8. Anthem
9. 君の瞳の中に見えた丸くて青い星
10. Love & Hug
11. 戻れないから
12. 抱いてセニョリータ - 2014 version -
13. YOUR STEP -Japanese Version-
作詞：ナオト・インティライミ、作曲：Andy Platts・Christian Fleps・Anthony Galatis、編曲：Jeff Miyahara
  - 本作のリードトラックの日本語バージョン

### DVD

#### 初回限定盤A
1. 「YOUR STEP」MUSIC VIDEO Tomohisa Yamashita Director’s cut
2. 「YOUR STEP」Making Movie Footage From フジテレビ「大人のKISS英語」

#### 初回限定盤B
1. TOMOHISA YAMASHITA in LA ～DOCUMENT of Recording “YOUR STEP”～
後にこのドキュメント映像などを再編集したDVD「TOMOHISA YAMASHITA in LA -Document of "YOUR STEP"-COMPLETE VERSION」がリリースされている。